# Поклон

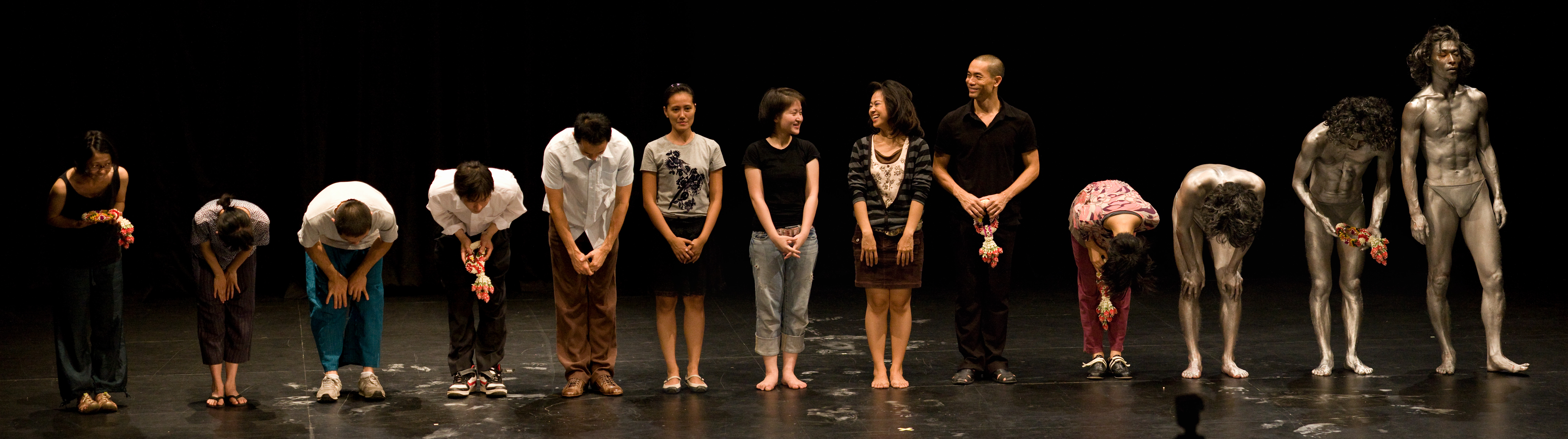

Покло́н, в историческом происхождении — движение и положение тела (поза) верующего в ритуале обращения к божеству (молитва).

## История

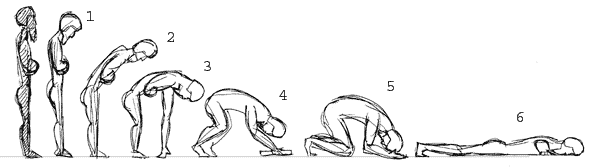
Поклон ниц в православии и старообрядчестве

Земной поклон в исламе

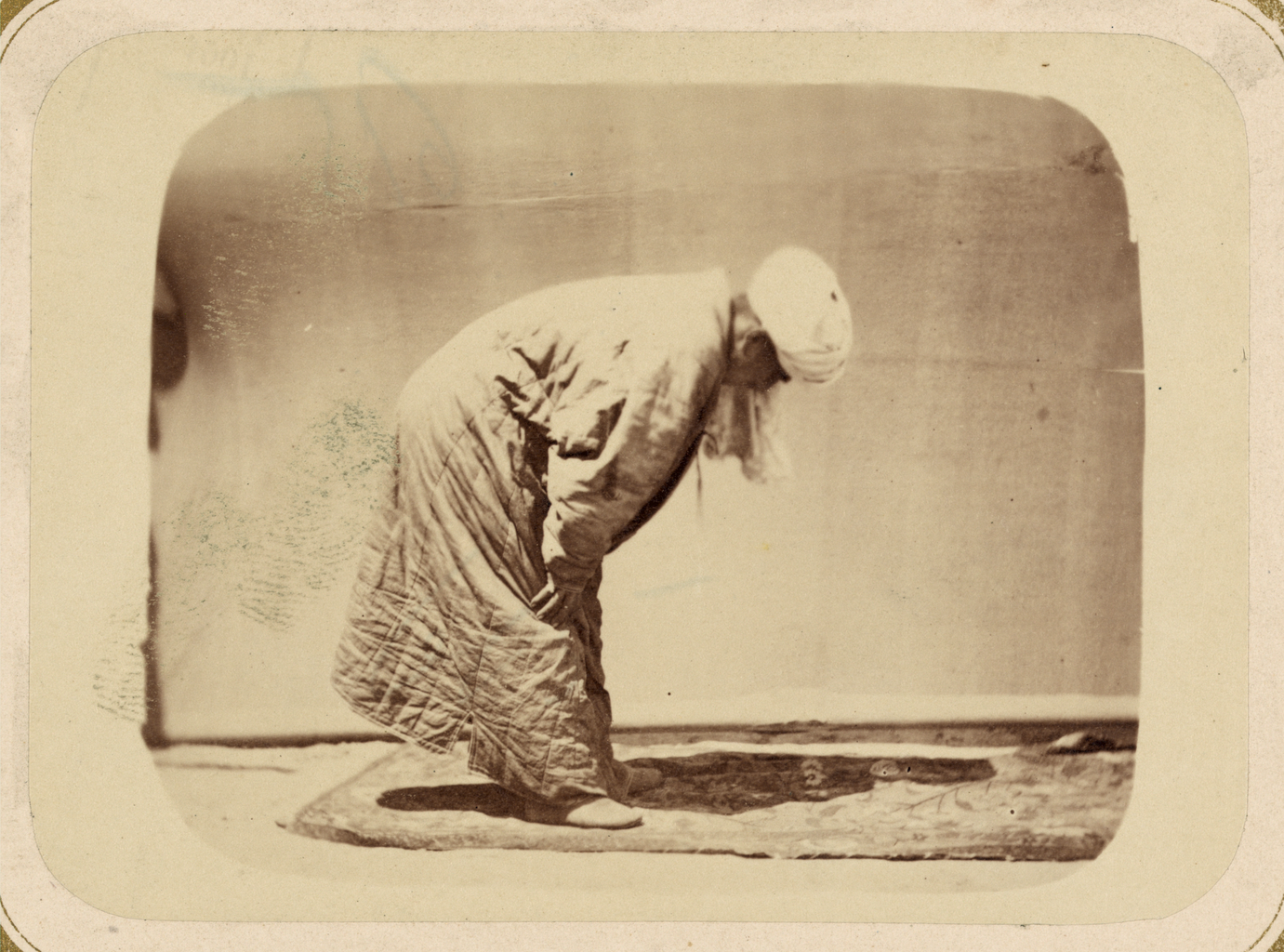
Поясной поклон в исламе

Реверанс

В первобытную эпоху, также и при дворах в монархиях Азии до XIX века, это положение тела «ниц», то есть распростёртое на земле лицом вниз. В средневековой России «поклон ниц» был заимствован из Китая через татар (ритуала приёма русских князей татарскими ханами) и практиковался в придворных ритуалах русского царя до XVI века (приёмах послов, подаче прошений). Источник позы — соединение в одном лице функций правителя деспотии и верховного жреца (царь — жрец).
В Средневековье процедура и формы поклона послов месяцами и годами обсуждались Государственными Советами, в обе стороны летели гонцы.
В более высоких формах религии возник «поклон на коленях» (саджда), когда молящийся, стоя на коленях, наклоняется, опираясь на руки, и касается лбом земли. Поклон в этой форме действует в исламе. Для предохранения тела под колени подстилается специальный «молитвенный коврик».
Прикосновение к земле стало обозначать в христианстве знак обращения себя в прах. До этого в русском язычестве, как и в греко-римской мифологии, прикосновение к земле (поцелуй), наоборот, служило знаком получения от земли силы и благодати (см. русские былины).
Обычай совершать «земные поклоны» появился в древние библейские времена. Так молился Соломон при освящении Иерусалимского храма (см.: 3 Цар. 8: 54), Даниил в плену вавилонском (см.: Дан. 6: 10) и другие ветхозаветные праведники. Этот обычай был освящён Иисусом Христом (см.: Лк. 22: 41) и вошёл в практику христианской Церкви (см.: Деян. 12: 60; Еф. 3: 14).
Чаще всего коленопреклонения совершаются Великим постом. Коленопреклонение и восстание, по объяснению святителя Василия Великого, знаменует падение человека через грех и восстание его по человеколюбию Господа.
В церковном ритуале исповеди (также и в быту) коленопреклонение было знаком искреннего раскаяния и мольбы об отпущении греха. Сложение кистей рук у лица при молитвенном или мирском поклоне служило знаком особого благоговения (запрет взора на божество). Поклон в уединённой молитве (Пиета) всегда сопровождается жестом сложения ладоней, как, например, на картине Милле «Анжелюс».
Формой епитимьи (также и по обету) служило наказание «отбить» число поклонов на коленях. Превращённой формой поклона являлось и наказание детей — «В угол, на колени!». Угол в жилище славян считался обиталищем домашнего божества.
В эпоху Реформации протестантскими церквями молитвенные поклоны были упразднены (как проявление языческих обычаев).
В эпоху рыцарства стал принят поклон опусканием тела только на одно колено. Этим жестом обозначались личная свобода и достоинство, одновременно и добровольное принятие подчинения вассала своему сеньору — в обмен на покровительство. Согласие сеньора сопровождалось подачей руки для сакрального поцелуя. Жест означал передачу жизненной силы (как в русской былине «Святогор и Илья Муромец»). При большой разнице статуса, во время поклона целовался край одежды сеньора (ритуал поцелуя туфли римского папы).
При равном статусе рыцарей шёл обмен поклонами — «реверанс» (от латинского «re-verus, vereor, verentia»). При реверансе передача силы духа могла происходить похлопыванием по плечу, как на картине Веласкеса «Сдача Бреды».
В позднее Средневековье рыцарский поклон, преклонением только одного колена, стал широко практиковаться дворянами даже при молитве в церкви (католической).
В куртуазном рыцарском культе Прекрасной Дамы протягивание дамой руки для поцелуя, в ответ на поклон, означало принятие рыцаря под своё покровительство. Сам рыцарь становился вассалом свой Прекрасной Дамы. В скрытой форме этот ритуал сохранился в европейском культе Девы Марии (поставленной народным пиететом выше Иисуса Христа).
Ритуал поклона даме начал распространяться в Средние века и достиг расцвета в эпоху Возрождения. Способствовал этому амурно-эротический характер рыцарского идеала — подвига во имя любви, освобождения Девы из плена (сюжет Персея и Андромеды). Считается также, что церемониал связан с культом возвышенной любви в мусульманской Испании и средневековым платонизмом.
Восточному христианству, при общем приниженном положении женщины, культ Святой Девы и ритуал европейского поклона чужд и непонятен. Реликтом ушедшего культа является привилегия (или необходимость) современной женщины первой протягивать руку для рукопожатия при встрече.
Исчезновение духа рыцарства, упадок аристократии и смена её в Европе малообразованным дворянством и буржуа сменили (перевернули) содержание ритуала светского поклона. Искателем покровительства стала женщина и реверанс принял гендерный характер — ответ на предложение покровительства со стороны мужчины. Мужчине в новом ритуале стало достаточно лёгкого наклона головы.
В Новое время культ Прекрасной Дамы сохранил только поцелуй руки, почти исчезнувший как форма поклона. В России при дворе жест распространился только при Екатерине II. Затем привилегию поцелуя руки, как элемента европейского воспитания и культуры, завоевали дворяне. Революционер Валентинов вспоминал, как удивился Ленин, когда он поцеловал руку Крупской — «Да, Вы, оказывается, дворянин!».

### В России
Публичный поклон на коленях продолжал практиковаться в России в особо торжественных случаях, при крупных потрясениях в общественной жизни, на встречах и лобызании особо чтимых икон. В 1812 году перед Бородинским сражением («битва при Москве-реке») светлейший князь Кутузов, главнокомандующий русской армией, опускался на колени перед иконой Смоленской Божьей Матери.
Всеобщей формой поклона в России стал «поясной поклон» как в церкви, так и в светской жизни. В народе поясной поклон — знак уважения, также и согласия с приговором общества, «мира». В знак особой приязни правая рука могла быть прижата к левой стороне груди — «сердечный поклон».
Аристократией и дворянством в светской жизни поясной поклон не употреблялся (жест простолюдинов). Исключением были чествования поясным (глубоким) поклоном высокого духовенства, членов императорской семьи, глубоких стариков древнего рода и тяжело больных.
Ритуал публичного поясного поклона аристократами и даже королями имел ещё одно редкое исключение — на эшафоте, перед казнью. Это был одновременно знак покаяния перед народом и знак чистоты и безвинности.
В ритуале чествования царей при заседаниях собора русский патриарх целовал правое плечо царя («десницу божью»).
Поклон при рыцарском поединке претерпел в России своеобразную метаморфозу в простонародье и в новой обретённой форме вошёл в философию военного искусства: «Нужно уметь, вступая в решительную драку, снять картуз и бросить его около себя на землю; этот жест дисциплинирует человека и позволяет ему прочнее выдерживать натиск противника».
Тревожная загадочность для простолюдина жеста поцелуя руки звучит в рассказе И. С. Тургенева — «Она, раскрасневшаяся от волнения, прошептала, протягивая мне благоухающие руки: „Поцелуйте мне руки, как вы целуете их дамам в петербургских гостиных“» (Э. и Ж. Гонкур. Дневник).

### Японский этикет поклонов
Одзиги — элемент японской культуры, выражение уважения. Главная составляющая японского «формального этикета». Поклонами приветствуют, благодарят, извиняются, поздравляют. Глубина поклона зависит от разницы в социальном статусе между кланяющимся.

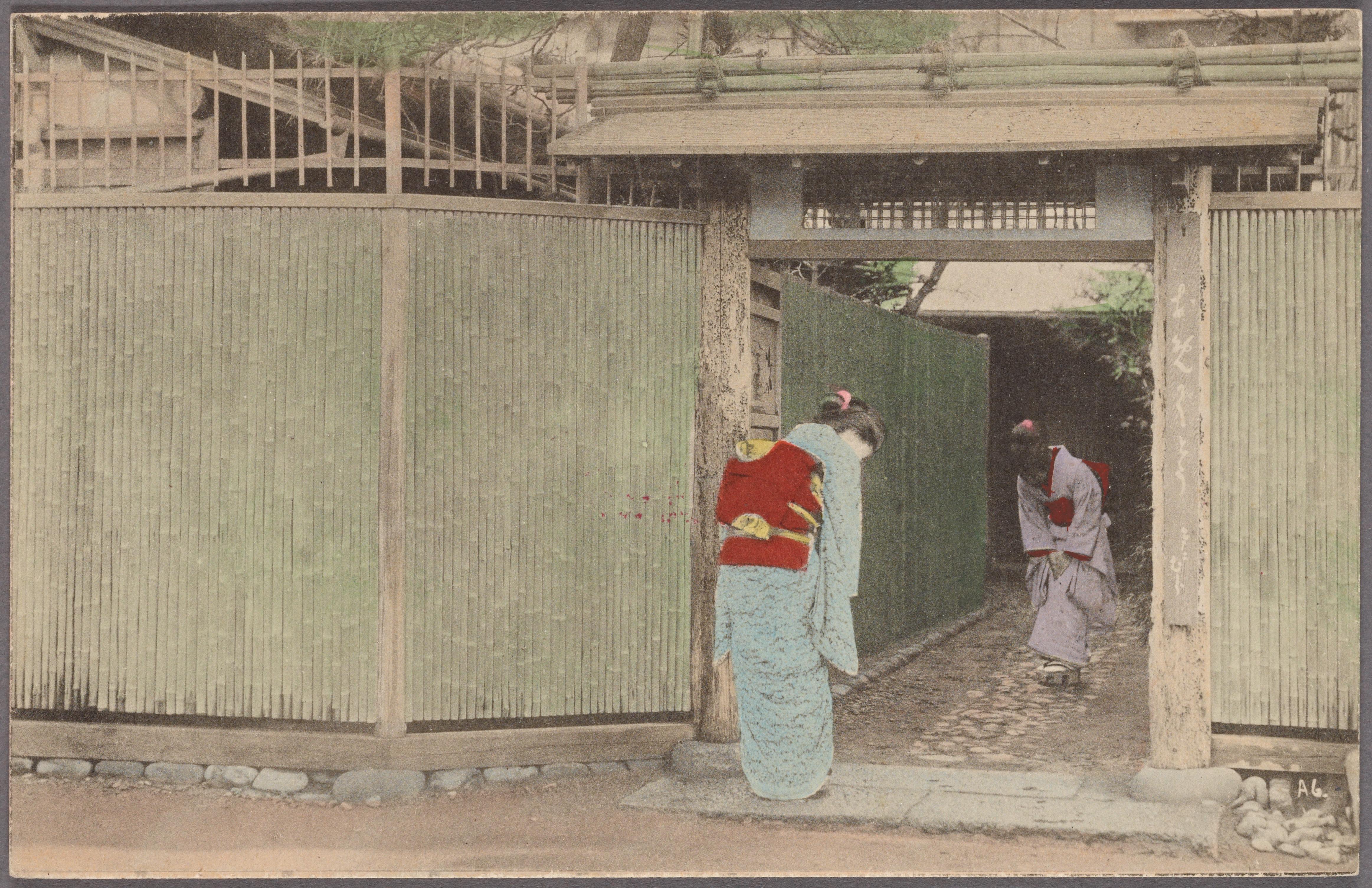
Японки вежливо кланяются друг другу, 1900 год

При посещении синтоистских храмов принято кланяться перед обращением к богам. В японских боевых искусствах поклоны составляют важную часть процедур во взаимодействии учителя и ученика и спарринг-партнёров.

### Современность
В современной разговорной речи понятие «поклон» отделилось от жеста и стало синонимом понятия «привет» — «передай поклон», «кланяюсь». Наряду со знаком уважения жест поклона может принимать и насмешливый характер (знак «преувеличенного» уважения).
Также в оборотах речи и СМИ «реверанс» вернул свой изначально-мужской характер. Понятие стало выражением двусмысленности, сочетания льстивости и неискренности — «реверансы» политических деятелей и государств.
В превращённой форме жест поцелуя руки до середины XX века сохранялся в среде итальянской мафии — при принятии в клан нового члена (наследие патриархального уклада сельской жизни Сицилии).

## Отдавание чести
В церемониал поклона входил и обычай обнажать голову, тоже восходящий к первобытным верованиям (времён Ветхого Завета — Самсон и Далила). Великая французская революция упразднила эту часть ритуала. Сохранился обычай только в гвардии, армии, флоте и так далее, где он принял форму «отдания чести» — жестом приближения кисти к головному убору. Непосредственный смысл ритуала сохранён русской армейской поговоркой — «К пустой голове руку не прикладывают».
В европейских гвардиях, армиях, флотах и так далее, в жесте «чести» используется двуперстное сложение кисти (реликт жестов помазания и символического приподнимания шляпы). В современной России «честь» отдаётся всей ладонью — «щепотью» (наследие раскола церкви в XVII веке). В 1917 году Февральской революцией (переворотом) отдача чести была запрещена. В конце 60-х годов XX века в Союзе ССР рыцарское коленопреклонение было введено в ритуалы со знаменем воинской части. Но вместе с этим офицерам гвардии, армии, флота и так далее, было приказано отдавать честь гражданской полиции и КГБ — реакция на события «Пражской весны» 1968 года.
При встрече на Эльбе в 1945 году советских офицеров изумляли правила субординации в американской армии — американские солдаты не отдавали честь своим офицерам. А простых советских граждан столь же изумляло то, что в кино при входе женщины в лифт американские джентльмены снимают шляпы.
Во время принесения военной присяги солдат преклоняет колено и целует полковое знамя.

## В артистической среде
Право пользования всей гаммы оттенков поклона сохранили только певицы академического, камерного и оперного пения, и, в меньшей мере, также танцовщики и балерины. Культура европейской аристократии стала зрелищем современного театра.
Виды поклонов
По технике исполнения жеста существует целый театр поклонов, с игрой глаз, лица, рук и всего тела:
- Книксен — лёгкий и быстрый поклон — приседание юной дебютантки, радостной от внимания зала
- Ликующий поклон — экспрессивное, летящее и чувственное движение тела, когда восторженная дива «отдаётся» залу
- Реверанс — свободная игра кокетки поклоном, как танцевальным па, с нарочной демонстрацией платья, украшений и самой себя
- Трагический поклон — глубокий «русский» поклон, продолжающий драматическую роль артистки
- Надменный поклон — когда дива делает реверанс нарочно замедленно. И с головы до ног окидывая насмешливо-ироническим взглядом приближающегося с цветами поклонника, таким же замедленным движением так подаёт ему руку, что тому остаётся только её поцеловать (при догадливости!). Такой же поклон может быть адресован и всему залу, когда статус и достоинства артистки выше уровня публики